# Kalipang, Lamongan
Kalipang är en administrativ by i Indonesien.   Den ligger i provinsen Jawa Timur, i den västra delen av landet, 600 km öster om huvudstaden Jakarta. Kalipang ligger vid sjön Waduk German.